# بوت، اسپانیا
بوت (به اسپانیایی: Bot) یک منطقهٔ مسکونی در اسپانیا است که در ترا آلتا واقع شده‌است. بوت ۳۴٫۹ کیلومتر مربع مساحت دارد.